# Хиросимский музей современного искусства
Хиросимский музей современного искусства (яп. 広島市現代美術館) — художественный музей в районе Минами, в городе Хиросима, в Японии.

## История
Музей современного искусства в городе Хиросима был открыт 3 мая 1989 года. Здание музея было спроектировано японским архитектором Кисе Курокава и построено в парке Хидзияма. В собрании музея представлено 280 работ европейских и японских живописцев, творивших после Второй мировой войны. Коллекция постоянно пополняется произведениями молодых художников.
На территории музея также находятся музейный магазин, кафе, музейная студия, видео-зал и библиотека манга.
Музей ежедневно открыт для посещений с 10:00 до 17:00 (летом до 19:00), кроме понедельника. Добраться до него можно на троллейбусе (выход на станции Хидзиямасита).

## Собрание
Ниже приводится список всемирно известных произведений искусства, входящих в экспозицию музея.
| Произведение                 | Художник        |
| ---------------------------- | --------------- |
| Арка, Мирный атом            | Генри Мур       |
| Сад цветов                   | Оскар Оива      |
| Акино Цубаса (Крылья Акино)  | Киити Сумикава  |
| Время чая в полночь          | Акинори Сако    |
| Мерлин                       | Энди Уорхол     |
| Ракка I, Талладега Три II    | Франк Стелла    |
| Без названия                 | Дональд Джадд   |
| Вино                         | Моррис Луи      |
| Саканано Атама (Голова рыбы) | Аймицу          |
| Фукуго гаттаи 401 Хиросима   | Ёсисисге Сайто  |
| Купол                        | Исаму Вакабаяси |